# Alberto Sciotti
 (Napoli, 24 ottobre 1925 – Napoli, 21 agosto 1998) è stato un poeta, paroliere e drammaturgo italiano.

## Biografia
Soprannominato "il poeta delle mamme" perché la sua produzione artistica ha avuto come punto di riferimento la madre, figura che per il poeta ha simboleggiato i sentimenti più puri.
Ha scritto numerose canzoni, tra gli anni sessanta e gli anni ottanta, per i più popolari cantanti partenopei, tra cui Mario Merola, Giulietta Sacco, Maria Paris, Mario Trevi, Mario Abbate, Mario Da Vinci, Tony Bruni, Tony Astarita, Sergio Bruni, Gloriana, Antonello Rondi, Nunzia Greton, Valentina Stella, Consiglia Licciardi, Sal da Vinci, Gigi Pascal, Filippo Schisano, Carmelo Zappulla, Nino Fiore, Pino Mauro, Pamela Paris, Nunzio Gallo, Franco Cipriani, Teresa Rocco, Cantori di Masaniello, Tonino Apicella, Mimmo Rocco, Anonimo Napoletano (Augusto Visco), Enzo Del Forno, Alberto Berri, Fortuna Robustelli, Nunzia Marra, Mimmo Taurino, Gino Da Vinci, Maria Nazionale, Franco Moreno, Tony Raico, Pino Marchese, Gino Di Procida, Antonio Sorrentino, Nino Delli, Alberto Berri, Nina Landi, Gino Maringola, Cinzia, Franco D'Ambra, Virginia Da Brescia, Rosy Pomilia, Don Franco, Maria Del Monte e molti altri.
Numerosi sono i premi ricevuti durante il corso della carriera. La prima affermazione nel 1962 al Festival Come nasce Una Canzone con la composizione 'Na spina 'e rose su musica di Felice Genta cantata da Alberto Berri (45 giri Universal DN 269) che vince il primo posto. Segue nel 1963 la seconda affermazione alla seconda edizione del Festival di Pulcinella: I Nuovi Motivi di Acerra Canora con il primo premio assegnato alla canzone So' 'nnato carcerato interpretata da Mario Merola (45 giri Phonotris, CS 5001). Nel 1964 vince il concorso Piedigrotta 1964 Autori Associati diretto da Nunzio Gallo con la canzone Figlio d''o mare eseguita da Mario Da Vinci (45 giri Combo 419). Nel 1966 vince la quinta edizione del concorso Barca d'oro: la due giorni della canzone italiana e napoletana con la canzone Tre buscie cantata da Lino Rota (45 giri KappaO K 10046). Nel 1973 si aggiudica il primo premio al concorso Premio Rai Uncla con la canzone Tarantella sorrentina eseguita da Giulietta Sacco (33 giri Zeus BE 0065). Nel 1975 partecipa al concorso Un disco per l'estate 1975 con il brano Carrettino siciliano interpretato da Tony Bruni (45 giri Phonotype PH 263). Sempre nel 1975 vince la prima edizione del concorso Festival Pirotecnico del Golfo di Napoli con la canzone Faccella d'angelo eseguita da Tony Bruni (45 giri Phonotype PH 255). Nel 1977 partecipa al concorso Cantagiro con la canzone Dicitencelle eseguita da Giulietta Sacco (45 giri Zeus BC 5043). Nel 1981 vince il primo premio al Festival di Napoli con la canzone 'A mamma cantata da Mario Da Vinci (45 giri Nuova New York PN 4560) e il secondo premio con il brano Io e te eseguito da Franco Cipriani (45 giri Phonotype PH 281).
Impegnato anche nel teatro napoletano, ha firmato numerose sceneggiate e nel cinema ha scritto le sceneggiatura dei film Figlio mio sono innocente!, Napoli storia d'amore e di vendetta, Tanti auguri e Il motorino. Molte sue canzoni diventano, inoltre, colonna sonora di film: Santa Lucia d' 'e marenare cantata da Nino Fiore partecipa alla colonna sonora del film Il camorrista di Giuseppe Tornatore; So' nnato carcerato, cantata da Mario Merola, entra nella colonna sonora del film di Roberta Torre Sud Side Stori, Un giorno capirai cantata da Franco Cipriani è inserita nella colonna sonora del film di Cristina Comencini Il treno dei bambini; E tira a campà interpretata da Sal Da Vinci partecipa alla serie televisiva di Carmine Elia Sara: La donna nell'ombra; E mi chiamavi bambola eseguita da Valentina Stella e Torna l'estate senza te cantata da Ciro Capano nel film di Nicola Prosatore Piano Piano. 
Direttore artistico per oltre un quarto di secolo della casa discografica Phonotype Record diretta dai fratelli Fernando, Roberto e Vincenzo Esposito, è stato dalla stessa omaggiato nel ventennale della sua morte con la pubblicazione del cd I grandi interpreti cantano Alberto Sciotti (Phonotype CD 0471) che contiene 15 brani di successo firmati da Alberto Sciotti e dai compositori Eduardo Alfieri, Felice Genta, Gaetano Barbella, Tony Iglio, Enrico Buonafede, Gianni Aterrano.
Tra i successi canori: Inno del Napoli (Nunzio Gallo 45 giri Shop SHP 2002), Coppola nera (Tony Astarita 45 giri Zeus BE 351), Chitarrata 'mpruvvisata (Nino Fiore 45 giri KappaO CA 10123), 'O zampugnaro (Mario Merola 45 giri Zeus BE 133), 'A sciantosa (Nunzia Greton 45 giri KappaO K 10122), Tradimento all'omertà (Mario Abbate 45 giri Zeus BC 4049), Dimme comm'aggia fà (Carmelo Zappulla 45 giri Zeta Esse ZS 4506), Nanninella allessaiola (Maria Paris 78 giri Vis Radio Vi 5266), Vasame ancora (Mario Da Vinci 45 giri Dominat ND 4504), L'urdemo avvertimento (Mario Trevi 45 giri Royal QCA 1264) Gianna e Annamaria (L'altra) (Gloriana  45 giri Bella Record BR 187), 'Na vranca 'e rena (Tony Bruni 45 giri Phonotype PH 274), Grazie Marì (Pino Mauro 45 giri Hello NP 9170), Preghiera 'e piscatore (Valentina Stella LP Phonotype AZQ 40096), Serenata 'mbrugliata (Mario Merola LP Storm ZSLTM 55448), Signora Margellina (Nino Fiore 45 giri Bella Record BR 183), 'Na spina 'e rose (Alberto Berri 45 giri Universal DN 269), Chi m'ha fatto sta bella scarpetta (Giulietta Sacco 45 giri Zeus BC 4046).
Tra i successi teatrali: Miracolo 'e Natale con Mario e Sal da Vinci, 'O giurnalaio con Mario e Sal da Vinci, Esposito Teresa con Nino D'Angelo, 'A discoteca con Nino D'Angelo, Finalmente con Carmelo Zappulla, Grazie Marì con Mirna Doris, 'A figlia d''a Madonna con Gianni e Annamaria Rosselli, 'O fuorilegge con Pino Mauro, Terza elementare con Mauro Nardi, L'ultima preghiera con Mimmo Rocco, Povero ammore con Carmelo Zappulla, Caro papà con Nunzio Gallo, 'O trovatello con Alberto Amato, Voce amica con Gloriana.